# Bertram Tracy Clayton
Bertram Tracy Clayton (ur. 19 października 1862 w Clayton, zm. 30 maja 1918 w Noyers-Saint-Martin we Francji) – amerykański polityk, członek Partii Demokratycznej.

## Działalność polityczna
W okresie od 4 marca 1899 do 3 marca 1901 przez jedną kadencję był przedstawicielem 4. okręgu wyborczego w stanie Nowy Jork w Izbie Reprezentantów Stanów Zjednoczonych.